# 馬克·丹科夫
馬克·丹科夫（英語：Mark Dankof）是美國信義會牧師、政治評論員。

## 生平
出生於德國威斯巴登。父親是美國空軍上校。1977年畢業於瓦爾帕萊索大學。1983年畢業於三一福音神學院。1994年、1996年兩度當選德克薩斯州共和黨代表大會代表。
2000年獲憲法黨提名競選德拉瓦州的聯邦參議員席位，其主要競爭對手是共和黨的威廉·羅斯及民主黨的湯姆·卡波，在選舉中贏得1,044 張選票，名列第四，未能當選。
他在德州聖安東尼奧的一間教會擔任牧師。
他多次受到Press TV、塔斯尼姆通讯社、《德黑蘭時報》等伊朗媒體的採訪。

## 政治觀點
丹科夫是名舊保守主義者，強烈抨擊錫安主義和美國政府的新保守主義對外政策。2013年，丹科夫在個人部落格文章中將美國以色列公共事務委員會稱為「撒旦會堂」。2015年6月，丹科夫在Press TV上聲稱猶太人推動了美國墮胎、LGBT和色情的主流化，而俄羅斯總統普丁「是摧毀這個全球威脅的關鍵因素」。此外，他還曾聲稱錫安主義者是九一一襲擊、《查理週刊》總部槍擊案等事件的幕後黑手，西方國家的主流媒體和政府都受到錫安主義者控制。

## 外部連結
- C-SPAN內的頁面（英文）